# Медаль «За трудовое отличие»
Медаль «За трудовое отличие» учреждена Указом Президиума ВС СССР от 27 декабря 1938 года «Об учреждении медали За трудовое отличие».
В последующем в описание медали было внесено изменение Указом Президиума Верховного Совета СССР от 19 июня 1943 года, а в Положение о медали — Указом Президиума Верховного Совета СССР от 16 декабря 1947 года.
Указом Президиума Верховного Совета СССР от 28 марта 1980 года утверждено Положение о медали в новой редакции.

## История медали
Медаль «За трудовое отличие» — одна из первых медалей, учреждённых в СССР.
Она является «младшей» из двух предвоенных советских медалей, учреждённых для награждения за трудовые заслуги. «Старшей» является медаль «За трудовую доблесть». Эти две трудовые медали можно сравнивать с их боевыми аналогами — медалями «За отвагу» и «За боевые заслуги».
Автор проекта медали — художник Иван Иванович Дубасов.
Первый Указ Президиума Верховного Совета СССР о награждении медалью «За трудовое отличие» был подписан 15 января 1939 года. Ввиду исключительных заслуг перед страной в деле вооружения Рабоче-Крестьянской Красной Армии, создания и освоения новых образцов вооружения медалью были награждены 19 работников завода № 8 им. Калинина. Список открывали фамилии слесаря Ивана Ефимовича Новикова, токаря Сергея Ивановича Викторова, мастера ОТК Григория Петровича Емельянова.
На следующий день, 16 января 1939 года, вышел Указ Президиума Верховного Совета СССР о награждении работников Краснознаменного ансамбля красноармейской песни и пляски СССР. В связи с 10-летием ансамбля медали удостоились 16 человек — помощник художественного руководителя Борис Александрович Александров, певец ансамбля Александр Федорович Ланин, солист ансамбля Василий Петрович Лигин, танцор ансамбля Дмитрий Михайлович Борисов и другие.
Еще день спустя — 17 января 1939 года — увидел свет Указ Президиума Верховного Совета СССР о награждении работников «Подземгаз» НКТП. За научную разработку метода подземной газификации углей и успешное освоение этого метода на Горловской станции медалью было награждено 28 человек. Первыми в списке стояли фамилии начальника техотдела Горловской станции «Подземгаз» Исаака Ароновича Брозина, начальника эксплуатационно-исследовательского центра станции Ивана Семеновича Гаркуши и главного механика станции Тихона Ананьевича Захарова.
Через три дня Указом Президиума Верховного Совета СССР от 21 января 1939 года медалью «За трудовое отличие» были награждены 75 передовиков сельского хозяйства Узбекистана. Алфавитный список открывался фамилиями Султана Адылова (бригадир колхоза им. Сталина Свердловского района, сдавший по 30 центнеров хлопка с гектара), Рустами Азизова (бригадный механик Самаркандской МТС, сэкономивший 5000 кг горючего и выработавший 1149 трудодней) и Карамахон Амалбаевой (сборщица колхоза «Узгарыш» Аимского района, собравшая за сезон 9200 кг хлопка и выработавшая 525 трудодней).
1 февраля 1939 года Президиум Верховного Совета СССР издал указ о награждении работников Дальстроя. Медалью «За трудовое отличие» были награждены 70 человек — бригадир Алексей Георгиевич Абрамов, десятник прииска Михаил Иванович Афанасьев, геолог рудника Сергей Наврилович Афонин и другие.
В связи с 20-й годовщиной Краснознаменной ордена Ленина Военной Академии РККА им. Фрунзе, за долголетнюю и честную работу по выращиванию и воспитанию командных кадров Рабоче-Крестьянской Красной Армии Указом Президиума Верховного Совета СССР от 5 февраля 1939 года медалью «За трудовое отличие» были награждены 28 сотрудников академии — политрук Георгий Степанович Аксакалов, интендант 2-го ранга Михаил Иванович Андрюхин, техник-интендант 1-го ранга Василий Федорович Волчок и другие.
Указом Президиума Верховного Совета СССР от 23 декабря 1939 года медалью «За трудовое отличие» были отмечены 395 человек, отличившихся на строительстве Большого Ферганского канала им. Сталина.
Всего в предвоенные годы медалью «За трудовое отличие» было награждено более 11 тысяч человек, в годы Великой Отечественной войны — свыше 44 тысяч.
Правила ношения медали, цвет ленты и её размещение на наградной колодке были утверждены Указом Президиума Верховного Совета СССР «Об утверждении образцов и описание лент к орденам и медалям СССР и Правил ношения орденов, медалей, орденских лент и знаков отличия» от 19 июня 1943 года. 
Награждения медалью проводились только Указами Президиума Верховного Совета СССР.
По состоянию на 1 января 1995 года медалью «За трудовое отличие» было совершено приблизительно 2 146 400 награждений.
Среди тех, кто неоднократно награждён этой наградой, находится Энаджон Бойматова, удостоенная медали 5 раз (29.12.1946, 17.01.1947, 17.12.1949, 21.07.1950, 17.04.1954).

## Положение о медали
Медаль «За трудовое отличие» учреждена для награждения за ударный труд, достижение высоких показателей в работе.
Медалью «За трудовое отличие» награждаются рабочие, колхозники, специалисты народного хозяйства, работники науки, культуры, народного образования, здравоохранения и другие граждане СССР. Медалью «За трудовое отличие» могут быть награждены и лица, не являющиеся гражданами СССР.
Награждение медалью «За трудовое отличие» производится:
- за ударную работу, способствующую росту производительности труда и улучшению качества продукции, за успехи в социалистическом соревновании;
- за трудовой вклад в строительство, реконструкцию важнейших народнохозяйственных объектов;
- за ценные изобретения и рационализаторские предложения;
- за успешную работу в области науки, культуры, литературы, искусства, народного образования, здравоохранения, торговли, общественного питания, жилищно-коммунального хозяйства, бытового обслуживания населения, в других отраслях трудовой деятельности;
- за активную работу по коммунистическому воспитанию и профессиональной подготовке молодежи, за успехи в государственной и общественной деятельности;
- за достижения в области физической культуры и спорта.

Медаль «За трудовое отличие» носится на левой стороне груди и при наличии других медалей СССР располагается после медали «За трудовую доблесть».

## Описание медали
Медаль «За трудовое отличие» имеет форму правильного круга диаметром 32 мм.
На лицевой стороне медали расположены рельефные изображения серпа и молота, покрытые рубиново-красной эмалью, и рельефная надпись «СССР». Размеры серпа и молота от рукоятки до верхней точки соответственно 21 и 20 мм. Высота букв в слове «СССР» — 3,5 мм.
Под изображением серпа и молота помещена в две строки надпись «ЗА ТРУДОВОЕ ОТЛИЧИЕ» вдавленными буквами высотой 2 мм, покрытыми рубиново-красной эмалью.
На оборотной стороне медали помещена в две строки рельефная надпись «ТРУД В СССР — ДЕЛО ЧЕСТИ». Высота букв надписи — 2,5 мм.
Края медали с обеих сторон окаймлены бортиком шириной 0,6 мм.
Медаль изготовляется из серебра 925 пробы.
Серебряного содержания в медали — 15,6 г. Общий вес медали без колодки — 16,975±1,4 г.
Медаль при помощи ушка и кольца соединяется с пятиугольной колодочкой, обтянутой шёлковой муаровой лентой сиреневого цвета с двумя продольными золотистыми полосками по краям. Ширина ленты — 24 мм, ширина полосок по 2 мм.
Примерно до середины 1943 года медаль выдавалась на треугольной колодочке, обтянутой красной лентой. Крепление колодки к одежде осуществлялось при помощи винта и гайки.
Сама медаль до 1945 года имела номер на реверсе.

## Галерея

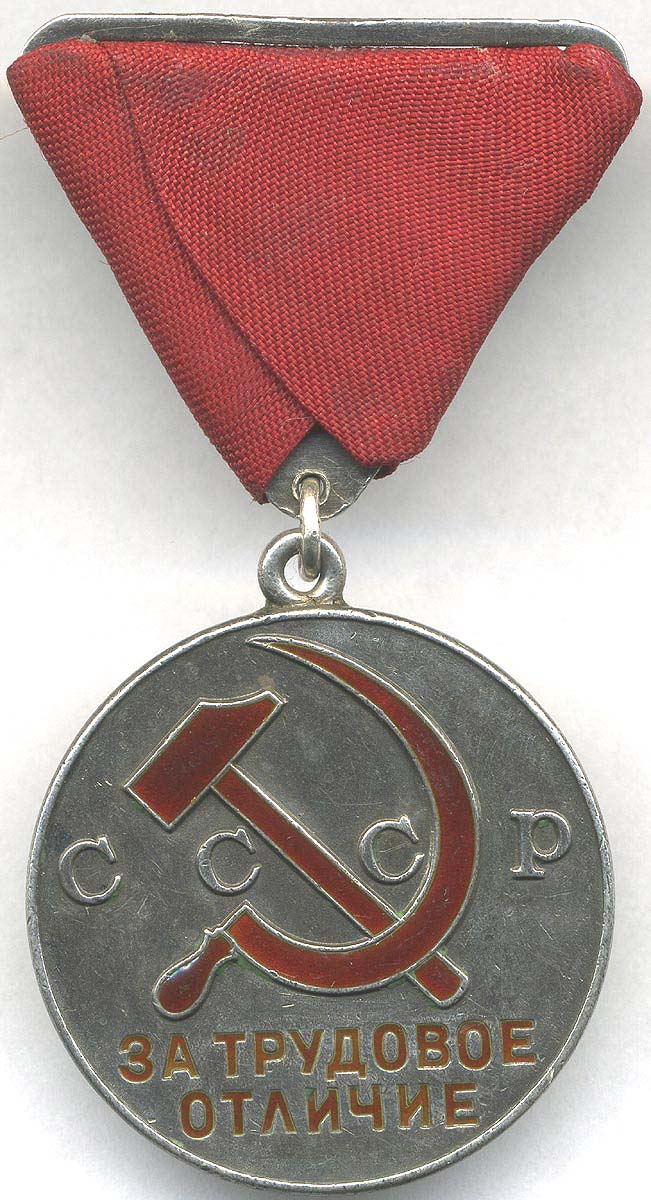
Медаль «За трудовое отличие»: аверс раннего варианта с треугольной колодкой
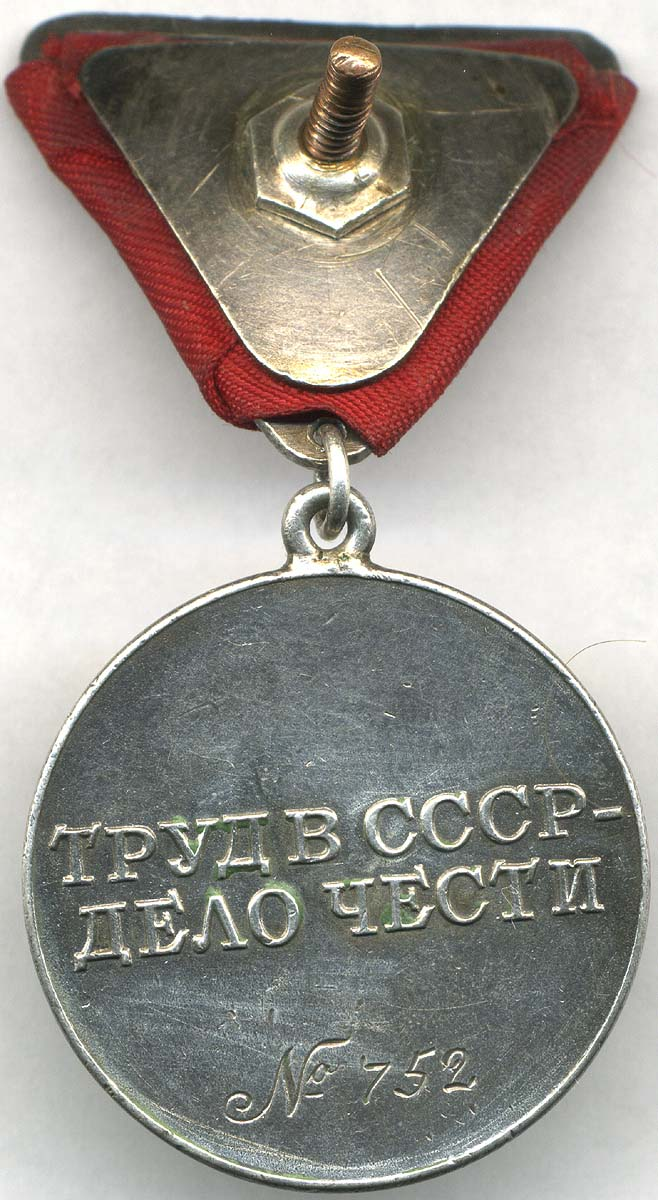
Медаль «За трудовое отличие»: реверс раннего варианта с треугольной колодкой
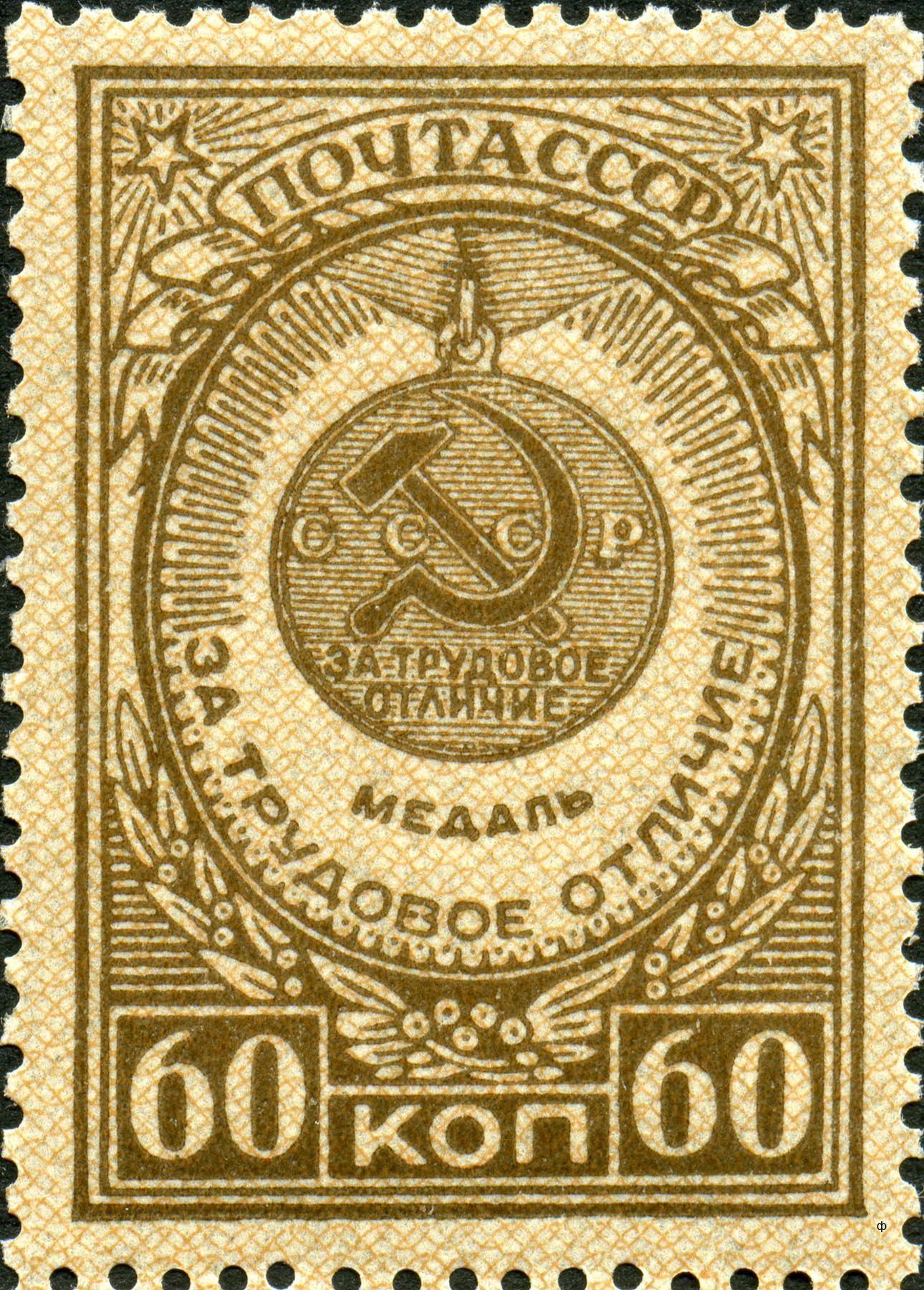
Медаль на почтовой марке 1946 года.
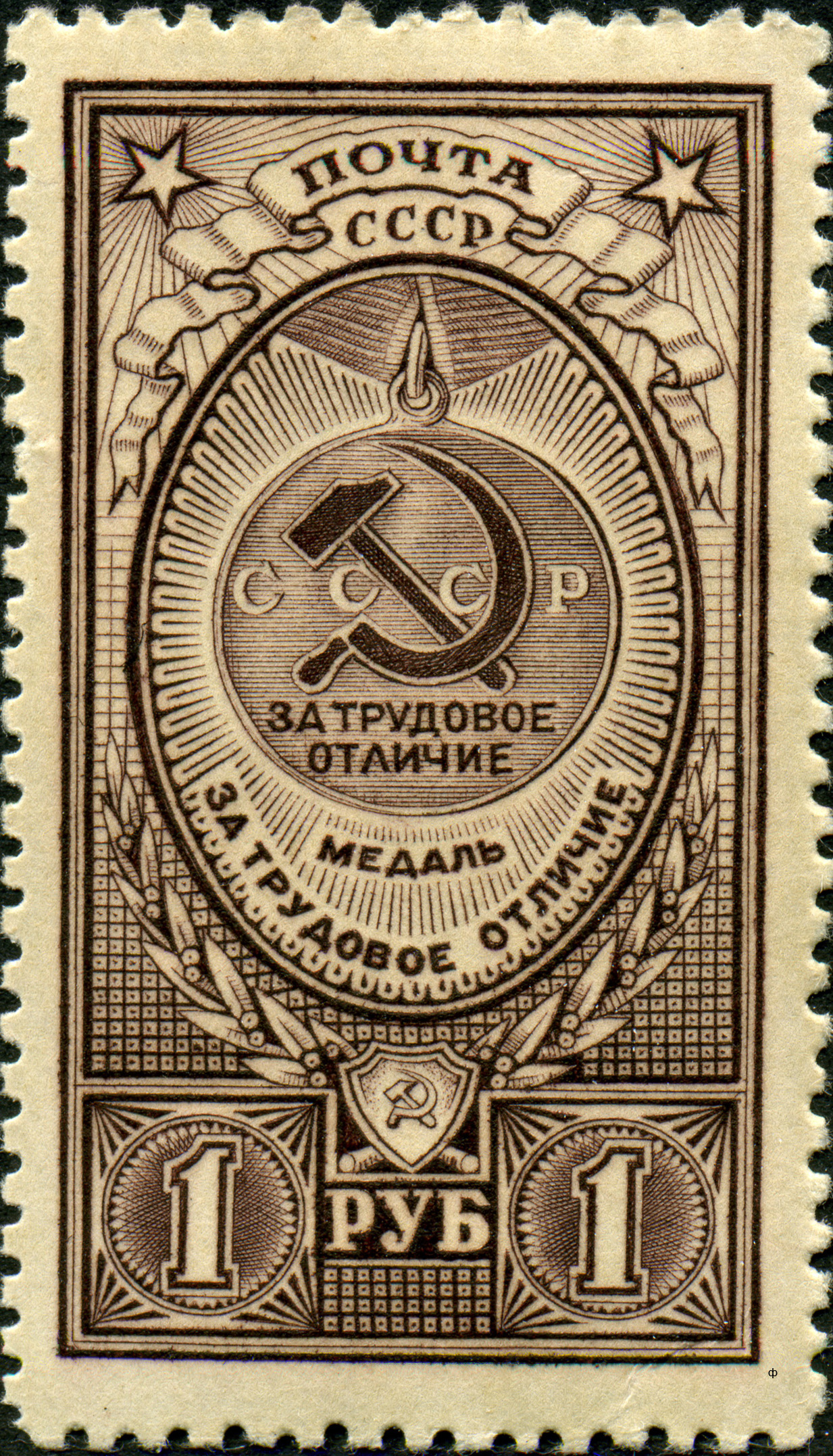
Медаль на почтовой марке 1946 года.